# Prisión preventiva (Francia)
En Francia, la prisión provisional (détention provisoire en francés) es una medida de privación de libertad de carácter excepcional, para el ingreso en prisión de un acusado en espera de un juicio.
La prisión provisional, llamada preventiva hasta 1970 (détention préventive en francés), se rige por los artículos 143 y siguientes del Código de Procedimiento Penal y por los artículos 131 y 135 del Código de Justicia Militar de Francia.
El legislador ha visto a menudo como un abuso la utilización que han hecho de la prisión provisional los tribunales penales: En 1997, aproximadamente el 41% de la población carcelaria en Francia estaba compuesta por presos provisionales, llegando hasta un 52% en 1984.
Por ello, desde 1970 se han hecho sucesivas reformas legales, haciendo más restrictivos los casos de detención, con el fin de garantizar una aplicación más estricta de la ley, que haga que sea realmente una medida excepcional. Entre las reformas, destacan tres:
- 10 de junio de 1983
- 30 de diciembre de 1996
- 15 de junio de 2000 Ley de la presunción de inocencia

El informe anual de 2005 de la Comisión de seguimiento de la prisión preventiva denunció que la duración media de la prisión provisional aumentó de 6,4 meses en 2002 a 7,1 meses en 2005. La insuficiencia de motivos y las malas condiciones de las cárceles, también se criticaron en el informe.

## Requisitos de fondo
Es necesario que el delito sea:
- O un crimen
- O un delito menor, punible por 3 años de prisión o más (nuevo artículo de la Ley 143-1 del Código de Procedimiento Penal, suprimiendo de la distinción entre daños a la propiedad y daños a las personas)

Además, la prisión provisional puede imponerse cuando el imputado no ha cumplido las obligaciones de control judicial que le han impuesto, por cualquier delito punible con pena de prisión (Ley 143-1 del Código de Procedimiento Penal)
Además, las leyes de 1996 y 2000, con el objeto de reforzar el carácter excepcional de esta medida, establecen que la prisión provisional debe dictarse cuando sea la única forma de:
- conservar las pruebas y/o indicios materiales,
- evitar la presión sobre los testigos o las víctimas,
- evitar acuerdos fraudulentos entre el acusado y sus cómplices,
- proteger al propio imputado,
- poner fin a la infracción y/o evitar su reincidencia,
- garantizar la puesta a disposición de la justicia del imputado (es decir, evitar la fuga),
- mantener el orden público (únicamente aplicable en materia criminal). En este último caso, el legislador, debido al excesivo uso que de él se ha hecho, ha tenido que aclarar su significado: debe haber provocado un daño excepcional y persistente de perturbación del orden público, de modo que la prisión sea la única forma de ponerle fin.

Además, el juez de libertades y prisión (juge des libertés et de la détention en francés), (que sería parecido al juez de primera instancia en España), que acuerda la prisión provisional, debe justificar su decisión por escrito. Las órdenes de emplazamiento presentadas durante la instrucción deben fundamentarse en derecho, y especificar la insuficiencia de establecer otras medidas de control judicial.

## Requisitos formales
Tras las últimas reformas, es el juez de libertades y prisión (JLP) el que acuerda o rechaza la prisión provisional, a petición del juez de instrucción. El JLP responde después de dar audiencia y de abrir debate contradictorio entre:
- la acusación de la fiscalía
- la observaciones del inculpado así como las de su consejero (generalmente su abogado)
- el inculpado o su abogado pueden solicitar un aplazamiento para preparar su defensa, en cuyo caso la audiencia se aplazará por un período de 4 días laborables máximo, durante el cual, el inculpado permanecerá encarcelado.

Después de este aplazamiento el inculpado comparece de nuevo ante el JLP, que dicta su decisión final: libertad o prisión provisional.
La ley de 1993 creó la libertad provisional, que permite al preso, al mismo tiempo que apela, solicitar al presidente de la Junta de Instrucción suspender los efectos de la orden de ingreso en prisión a la espera del resultado de la apelación (que debe estar en un plazo de diez días, o en su defecto, el acusado será puesto en libertad).
La libertad provisional debe solicitarse el día siguiente al de la orden de ingreso en prisión, y la respuesta debe emitirse y ser motivada por el Presidente de la Junta antes de 3 días.
La solicitud de libertad provisional debe especificar porque no es necesario mantener en prisión al acusado mientras se espera el resultado de la apelación (contra la orden de prisión provisional). La ley de 1996 aumenta los poderes del Presidente en este ámbito, permitiéndole adoptar las siguientes decisiones con respecto a la orden de prisión provisional:
- Suspensión
- Revocación
- Sustitución por un control judicial
- O bien, confirmar la prisión.

## Duración
La Convención Europea sobre los Derechos Humanos, en su artículo 5 establece que el período de prisión provisional debe ser razonable:
«Toda persona detenida o presa en las condiciones previstas en el apartado 1.c de este artículo, será llevada sin demora ante un juez u otro funcionario autorizado por la ley para ejercer el poder judicial, teniendo derecho de ser juzgada dentro de un plazo razonable o a ser puesta en libertad en espera del juicio. Libertad que podrá estar subordinada a garantizar la comparecencia del interesado a la vista.»
Francia, después de haber sido condenada varias veces por el Tribunal Europeo de Derechos Humanos, ha hecho varios cambios, especialmente con la Ley de 1996:
- Para crímenes:

En materia criminal, el imputado no puede ser detenido más allá de un año, excepto que, el juez de libertades y prisión emita, previo debate contradictorio, una orden motivada de prórroga cada 6 meses. La detención no podrá exceder de 2 años si la pena es de menos de 20 años y 3 años cuando la pena sea superior a 20 años. Pasando a 3 y 4 años cuando el delito sea cometido fuera del territorio nacional o cuando la persona sea procesada por varios delitos contra las personas o en contra la nación, el Estado o la paz pública, o por tráfico de estupefacientes, terrorismo, prostitución, extorsión o por un delito cometido por bandas organizadas. 
- Para delitos:

La detención no podrá exceder de 4 meses si el acusado se enfrenta a una pena de menos de 5 años y ya ha sido condenado por un delito de derecho común a una pena superior a 1 año sin suspensión. En los demás casos, el juez de libertades y prisión puede emitir una orden motivada para prolongar la detención, pero esta vez cada 4 meses y por un máximo de 1 año en total y 2 años para los delitos de delincuencia organizada.
Cuando las investigaciones del juez de instrucción deban continuar, y la liberación de los imputados entrañe un riesgo de particular gravedad, la Junta de instrucción, a petición por escrito motivado del JLP, puede decidir una prórroga excepcional de 4 meses, renovable por una sola vez en materia criminal. La prisión provisional puede entonces, tener una duración máxima de 28 meses para los delitos y 56 meses para los crímenes.
Existe un caso particular, el de las personas que ejercen la patria potestad de un niño menor de 10 años de edad y que viven con él. En dicho supuesto se evita al máximo la prisión preventiva, usando en su lugar el control mediante dispositivos de vigilancia electrónica móviles, utilizado también en otros casos en los que la situación familiar lo hace preferible.

## Condiciones para prisión provisional
Debe efectuarse en pabellones especiales, en una situación similar al arresto domiciliario, con unas condiciones en principio más permisivas que para los condenados. El juez de instrucción puede, en caso necesario, tomar la decisión de mantener en secreto la detención por un período de diez días, renovable una sola vez.
En cualquier momento se puede producir la puesta en libertad, ya sea por decisión del juez de instrucción, ya sea a petición del fiscal de la República, en cuyo caso el juez deberá enviar la solicitud dentro de los 5 días al juez de libertades y prisión, que debe dictar su respuesta en 3 días. La solicitud también puede proceder del preso provisional, en este caso el expediente debe ser enviado por el juez de instrucción al fiscal de la República. Excepto si el juez da una respuesta favorable a la solicitud, debe comunicarlo con un dictamen motivado al juez de libertades y prisión en los cinco días siguientes a la presentación de la solicitud al fiscal, el plazo sigue siendo de 3 días para la respuesta. Si el preso no recibe una respuesta en plazo, puede dirigirse directamente a la Junta de Instrucción que deberá responder en un plazo de veinte días (si el juez de instrucción se opone a la puesta en libertad, el plazo se reduce a quince días). Si la Junta de Instrucción no cumple el plazo el preso tiene derecho a ser puesto en libertad, excepto si se ha ordenado comprobaciones o circunstancias imprevistas han impedido cumplir con los plazos.
Si el juez de instrucción no interroga al preso durante un periodo superior a 4 meses, este puede solicitar su puesta en libertad a la Junta de Instrucción, que debe responder igualmente en 20 días.
La prisión acaba, ya sea por una orden de finalización del juez de instrucción, ya sea por comparecencia ante el tribunal (si el juez dicta una orden motivada en este sentido).
Si el proceso finaliza con un sobreseimiento, una rebaja o la absolución (de forma definitiva), el ex preso puede, desde 1970, en virtud de los artículos 149 y siguientes de la Código de Procedimiento Penal, dirigirse al primer presidente de la Corte de Apelaciones para reclamar una indemnización como compensación por el daño sufrido. La decisión puede después recurrirse ante la Comisión Nacional de Reparación de la Prisión Provisional, que depende de la Corte de Casación.
Si el proceso concluye con una condena, el periodo de prisión provisional se deducirá de la pena.
Además, la Ley de la presunción de inocencia también instituyó un Comité de Seguimiento de la Prisión Provisional dependiente del Ministerio de Justicia.

## Críticas
En los hechos, los jueces de libertades y prisión decretan la prisión provisional muy a menudo, y en algunos casos puede acabar en error judicial. El caso reciente más significativo es el llamado caso de Outreau', en el que las audiencias celebradas ante la Comisión Parlamentaria de Investigación que se creó para investigar el caso, pusieron en evidencia el papel de "perro guardián" del juez de libertades y prisión que se enfrenta a una acusación de posibles abusos durante la instrucción.
Véase es un comentario de la Corte de Casación soble la aplicación de la prisión provisional y sú respeto a la Convención Europea de los Derechos Humanos
«Artículo 5.3.- El derecho de toda persona a ser juzgada dentro de un plazo razonable o a ser puesta en libertad en espera del juicio.- Prisión provisional.- Aplicación.
1° Incumbe a las autoridades judiciales nacionales garantizar que, en cualquier caso, la duración de la prisión provisional de un acusado no exceda de unos límites razonables. Para ello, debe considerar todas las circunstancias que puedan demostrar o negar la existencia de una verdadera exigencia de interés público que justifique, teniendo en cuenta la presunción de inocencia, una excepción a la regla del respeto de la libertad individual y debe rendirse cuentas en sus decisiones relativas a las solicitudes de prórroga. Es esencialmente sobre la base de los motivos que figuran en esas decisiones, así como en los hechos no controvertidos indicados por el interesado en su recurso, que el Tribunal debe determinar si ha habido una violación del artículo 5.3 de la Convención europea de derechos humanos.
La persistencia de la sospecha razonable de que la persona detenida ha cometido un delito es una condición sine qua non para la legalidad de la detención, pero después de un tiempo ya no es suficiente, el Tribunal debe entonces establecer si las otras razones adoptadas por las autoridades judiciales continúan legitimando la privación de libertad. Y cuando estas son pertinentes y necesarias, también deben determinar si las autoridades nacionales competentes han prestado la atención necesaria para que continuase el procedimiento.
2° viola el artículo 5.3 de la Convención la prisión provisional del imputado de una duración de cuatro años, dos meses y diez días, los motivos de riesgo de fuga, de preservación del orden público, de riesgo de un nuevo del delito, así como de connivencia entre acusados, habiendo perdido gran parte de su pertinencia y necesidad por el paso del tiempo; y el examen de los procedimientos, que muestran que la larga duración de la prisión preventiva de forma indiscriminada se debe a la falta de diligencia de los tribunales de instrucción, y que no es imputable generalmente, ni la complejidad de los casos, excepto algunos, ni al comportamiento del demandante.» (ver extracto en francés)
Véanse también unos pocos casos tramitados por el Tribunal Europeo de Derechos Humanos (TEDH):
- Detención de Tomasi c. Francia, 27 de agosto de 1992: Constancia de una violación del artículo 5 § 3 (duración excesiva de la prisión provisonal).[1]
- Detención Debboub alias Husseini Ali c. Francia, 9 de noviembre de 1999[2]
- Sobre el n° 1 : Detención I.A. c. Francia, 23 de septiembre de 1998.[3]
- Detención Gérard Bernard c. Francia, 26 de septiembre de 2006.[4]

## Notes y referencias
1. ↑   Detención Tomasi
2. ↑  Detención Debboub alias Husseini Ali
3. ↑  communicado del TEDH
4. ↑  Detención érard Bernard